# Liste der Bodendenkmale in Wustrow (Wendland)
In der Liste der Bodendenkmale in Wustrow (Wendland) sind alle Bodendenkmale der niedersächsischen Gemeinde Wustrow (Wendland) aufgelistet. Die Quelle ist der Denkmalatlas Niedersachsen. Der Stand der Liste ist der 27. Juni 2024.

## Allgemein
In den Spalten finden sich folgende Informationen des Bodendenkmales :
- Lage        : geographische Koordinaten
- Bezeichnung : Bezeichnung lt. Denkmalatlas
- Beschreibung: Beschreibung lt. Denkmalatlas
- ID          : Objekt-ID
- Bild        : Bild, ggf. zusätzlich mit Link zu weiteren Fotos im Medienarchiv Wikimedia Commons.

## Blütlingen
| Lage                       | Bezeichnung             | Beschreibung | ID       | Bild |
| -------------------------- | ----------------------- | --- | -------- | ---- |
| 52° 54′ 1″ N, 11° 7′ 55″ O | Blütlingen 6, Wölbacker | Ausgedehntes Wölbackerfeld auf einer Länge von 750 × 250 bzw. 850 × 230 m. Die Wölbackerbeete sind überwiegend ca. O-W sowie N-S gerichtet. Beetbr. ca. 10-15 m, H. 0,3 m, teilweise verschliffen. Im S-Teil befinden sich auf einer Fläche von ca. 470 × 170 m besonders gut erhaltene und ausgeprägte, N-S gerichtete Wölbackerbeete von ca. 0,5 m H. und 12 m Br. In der Karte der preußischen Landesaufnahme findet sich ca. 1 km östlich der Flurname „Ruperthien“, in der Kurhann. Landesaufnahme Blatt 87 „Ruckentein“, in der DGK 5 „Rupenthien“. Dieser Name erinnert an ähnliche Ortsnamen im Wendland, wie z. B. Lütenthien. Zudem ist in der DGK 5 östlich des Wölbackerfeldes der Flurname „Alte Dorfstelle“ verzeichnet. Wahrscheinlich lag hier eine Wüstung, zu dem die Wölbäcker gehörten. | 37809225 | BW   |